# Hanna Tetteh
Hanna Serwaa Tetteh (née le 31 mai 1967) est une avocate et femme politique ghanéenne. Elle a siégé au cabinet du Ghana en tant que ministre du commerce et de l'industrie de 2009 à 2013  et ministre des affaires étrangères de 2013 à 2017. Elle a également été députée de la circonscription d'Awutu-Senya West. Elle est actuellement la Représentante spéciale du Secrétaire général des Nations unies de l'envoyé spécial du Secrétaire général pour la Corne de l'Afrique.

## Jeunesse et éducation
Hanna Serwaa Tetteh est né à Szeged, en Hongrie, d'un père ghanéen et d'une mère hongroise. Elle fait ses études secondaires au Wesley Girls High School de Cape Coast dans la région du Centre du Ghana de 1978 à 1985. Entre 1986 et 1989, elle étudie le droit à l'Université du Ghana où elle obtient un diplôme de droit. Elle fréquente l'École de droit du Ghana, devenant barrister en 1992.

## Carrière
Hanna Tetteh a effectué son service national en tant que juriste auprès de la Fédération internationale des femmes juristes (FIDA) de 1992 à 1993. Après avoir terminé son service national, elle travaille dans un cabinet juridique privé au sein du cabinet d'avocats Ansa-Asare and Company, de Hencil Chambers à Accra, au Ghana.
Après deux ans de pratique juridique privée, Hanna Tetteh rejoint la Commission des droits de l'homme et de la justice administrative en tant que juriste, mais plus tard la même année, elle rejoint la Ghana Agro Food Company (GAFCO) en tant que conseillère juridique ; GAFCO est une entreprise de transformation alimentaire qui produisait de la farine de blé, des aliments pour volaille et animaux, de la farine de poisson et du thon en conserve. L'entreprise commercialisait également d'autres produits alimentaires et vétérinaires et est située dans la zone portuaire de Tema. Elle a occupé d'autres postes de direction dans l'entreprise, à savoir directrice des ressources humaines et des services juridiques, puis directrice générale adjointe (directrice des finances et de l'administration jusqu'à son départ). en politique en 2000. Après avoir servi un mandat au Parlement, elle n'a pas immédiatement contesté sa réélection et a rejoint GAFCO en tant que directrice générale (entreprise, administration et juridique) où elle a travaillé jusqu'en décembre 2009.
Depuis 2019, elle est Représentante spéciale du Secrétaire général auprès de l'Union africaine et Chef du Bureau des Nations unies auprès de l'Union africaine (UNOAU).
Hannah Tetteh est actuellement l'Envoyée spéciale du Secrétaire général des Nations unies pour la Corne de l'Afrique.

## Carrière politique

### Carrière en politique nationale
Hanna Tetteh remporte le siège de la circonscription d'Awutu Senya lors des élections législatives de décembre 2000 et sert pendant un mandat en tant que députée du Congrès national démocratique sur les bancs de l'opposition. Elle n'a pas contesté son siège aux prochaines élections. Elle est élue membre exécutif national du Congrès national démocrate en 2005 et en 2008, elle est nommée directrice nationale des communications du NDC, en remplacement de John Dramani Mahama, qui est devenu le candidat à la vice-présidence du NDC en tant que colistier de John Atta Mills, le candidat présidentiel du parti.[réf. nécessaire]
La campagne présidentielle de 2008 et le rôle qu'elle a joué dans la gestion de la stratégie de communication du parti pour cette élection ont fait d'elle une personnalité politique plus en vue et elle est devenue l'un des principaux porte-parole du NDC.[réf. nécessaire]

### Ministre du commerce et de l'industrie, 2009-2013
Après la victoire du NDC aux élections de 2008, Hanna Tetteh est devenue la porte-parole du gouvernement nouvellement élu alors que le processus de nomination est en cours et, en février 2009, le président John Atta Mills l'a nommée au poste de ministre du Commerce et de l'Industrie. À la suite de sa confirmation par le Parlement, elle a repris le portefeuille et a occupé le poste de ministre du Commerce et de l'Industrie de février 2009 à janvier 2013.
Au cours de son mandat de ministre du Commerce et de l'Industrie, elle a également été membre de l'équipe de gestion économique du gouvernement, membre du conseil d'administration de la Millennium Development Authority responsable de la supervision de la mise en œuvre du premier Millennium Challenge Corporation Compact au Ghana. Elle a également siégé à la Commission nationale de planification du développement et est présidente du Conseil des zones franches du Ghana (GFZB).

### Retour au Parlement, 2013-2017
Lorsque John Mahama a succédé au défunt président Atta Mills en 2012, il a également nommé Tetteh au poste de directeur des communications pour sa campagne électorale de 2012. Elle a également décidé de se présenter à nouveau pour un siège parlementaire et est élue au siège de la circonscription nouvellement créée d'Awutu Senya West lors des élections de décembre 2012 après avoir été députée de la circonscription d'Awutu Senya de 2001 à 2005.
Elle a remporté le siège après avoir obtenu 23 032 voix représentant 55,47% contre son concurrent le plus proche, Oppey Abbey, également ancien député de la circonscription d'Awutu Senya, qui a obtenu 18 487 voix représentant 44,53%.
Elle a perdu le siège au profit de George Andah aux élections législatives de 2016 qui a obtenu 28 867 voix, 52,27 % contre ses 25 664 voix représentant 46,87 %,.

### Ministre des Affaires étrangères, 2013-2017

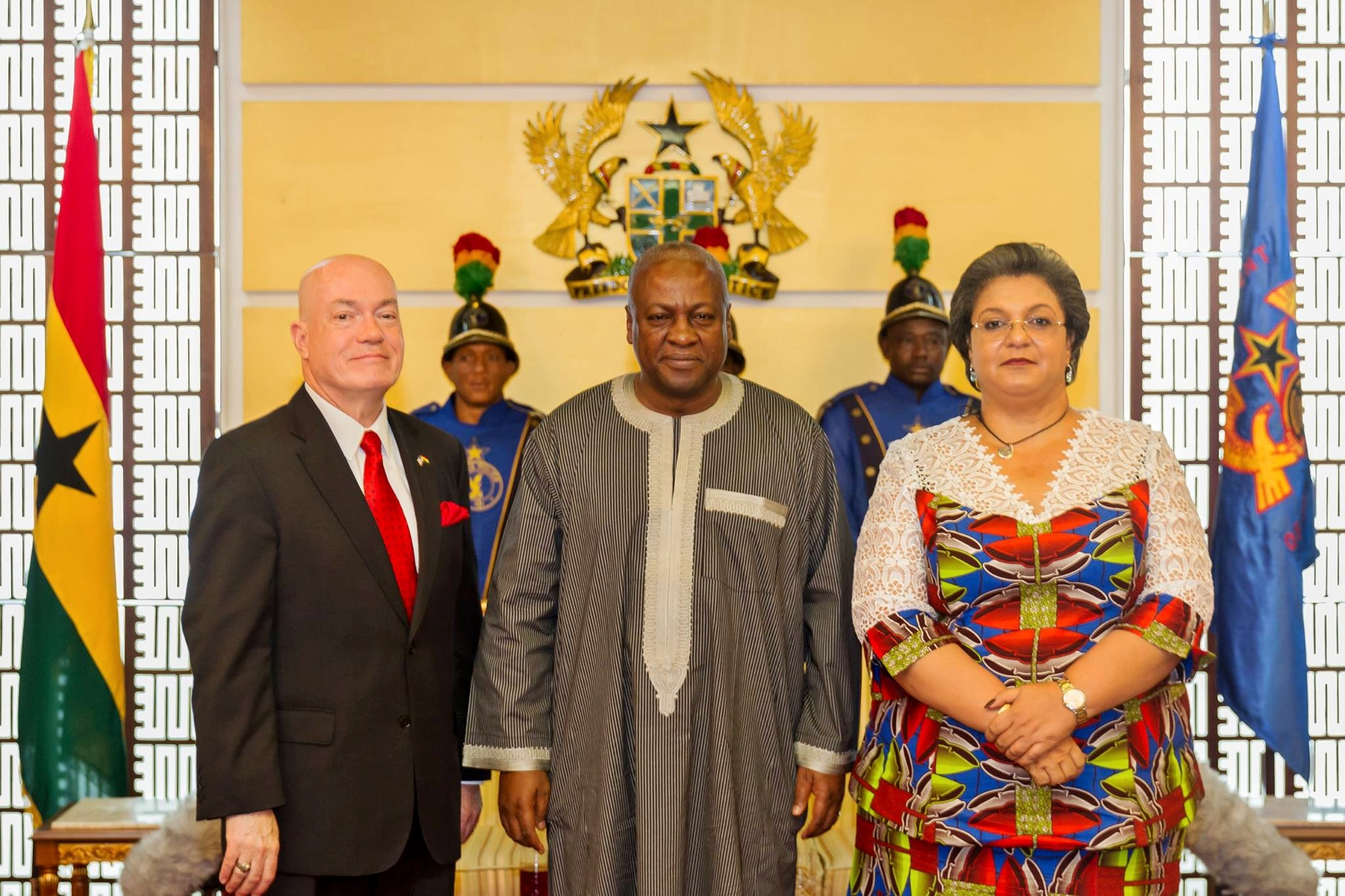
Hanna Tetteh avec John Mahama et Robert Porter Jackson en 2016 lorsqu'elle est ministre des Affaires étrangères du Ghana.

À la suite des élections, Hanna Tetteh est nommé par le président Mahama au poste de ministre des Affaires étrangères et nommé en tant que tel en janvier 2013 après approbation parlementaire,. Alors qu'elle est ministre des Affaires étrangères, elle a également été membre du Conseil national de sécurité et du Conseil des forces armées.
Lorsque le président Mahama est devenu président de l'Autorité des chefs d'État et de gouvernement de la CEDEAO en mars 2014, Hanna Tetteh est devenu en même temps président du Conseil des ministres de la CEDEAO.
Après avoir quitté ses fonctions en 2017, Tetteh est boursière Richard von Weizsäcker à la Fondation Robert Bosch. De 2017 à 2018, elle est co-facilitatrice du Forum de haut niveau dirigé par l'IGAD pour la revitalisation de l'accord pour la résolution du conflit au Soudan du Sud.

### Carrière aux Nations Unies, 2018-présent
En 2018, le Secrétaire général des Nations unies, António Guterres, a nommé Hanna Tetteh au poste de Directeur général de l'Office des Nations Unies à Nairobi (ONUN), succédant à Sahle-Work Zewde. Peu de temps après, elle succède à Zewde, cette fois en tant que représentante spéciale auprès de l'Union africaine et chef du Bureau des Nations unies auprès de l'Union africaine (UNOAU).
À la suite de la démission de Ghassan Salamé à la tête de la Mission d'appui des Nations Unies en Libye (UNSMIL) en 2020, Guterres a proposé Hanna Tetteh comme son successeur,; à la place, le rôle est allé à Ján Kubiš.[réf. nécessaire]
En 2022, Guterres a nommé Tetteh comme son envoyé spécial pour la Corne de l'Afrique, changeant ainsi de poste avec Parfait Onanga-Anyanga.

## Vie privée
Hanna Tetteh est la sœur de Gizella Tetteh Agbotui, députée de la circonscription d'Awutu Senya West, où elle a également été députée.